# La Faute d'une autre
La Faute d'une autre és un curtmetratge mut francès dirigit per Louis Feuillade estrenat el 1910.

## Repartiment
- Georgette Faraboni
- Edmund Breon
- Renée Carl